# Habanera (Tanz)

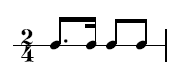
Rhythmus einer Habanera

Eine Habanera ist ein Tanz afrokubanischen Ursprungs, der im 2/4-Takt notiert wird, wobei der erste Achtelschlag punktiert wird. Dieser langsame, mit dem Tango verwandte Tanz stammt aus Kubas Hauptstadt Havanna. Er wurde im frühen 19. Jahrhundert aus den europäischen Kontertänzen entwickelt.
Bis zum Ende dieses Jahrhunderts wurde er über Spanien auch in Europa bekannt. Habaneras sind kulturell eng mit der Musik der Menschen an der spanischen Mittelmeerküste verbunden, vor allem in den Provinzen von Girona (Calella de Palafrugell) und Alicante (Torrevieja). Die Habaneras gelten als die „Wiegenlieder“ Torreviejas. Thema der im langsamen Zweivierteltakt gesungenen sehnsuchtsvollen Lieder sind meist Kuba, Salz und die Liebe. Als Altmeister der Habanera gilt Ricardo Lafuente, der im Laufe seines Lebens über 130 Habaneras komponierte. In Torrevieja fand 2016 zum 62. Mal das alljährliche Habanera-Festival statt, an dem Chöre aus der ganzen Welt, vornehmlich aus Europa, teilnehmen. 2016 stellte Kuba mit dem Chor „Entrovoces“ den Sieger des 1955 ins Leben gerufenen Festivals. Das siebentägige Festival wird von rund 10.000 Besuchern jährlich besucht.
In ähnlicher Form findet sich dieser Rhythmus in der Milonga, einer Disziplin des Tango Argentino, wieder.

## Beispiele

Beginn von L’amour est un oiseau rebelle aus Carmen

- Die Verarbeitung von El arreglito in Georges Bizets Oper Carmen zur Arie L’amour est un oiseau rebelle
- Sebastián de Yradiers La Paloma
- Pablo de Sarasates Habanera
- Maurice Ravels Habanera aus der Rapsodie espagnole
- Claude Debussys La Soirée dans Grenade aus Estampes
- Ludwig Schmidseders Habanera